# Carolina Tabares
Carolina Tabares Guerrero (* 18. Juni 1986 in Riohacha) ist eine kolumbianische Leichtathletin, die sich auf den Langstreckenlauf spezialisiert hat.

## Sportliche Laufbahn
Erste internationale Erfahrungen sammelte Carolina Tabares im Jahr 2008, als sie bei den Zentralamerika- und Karibikmeisterschaften (CAC) in Cali in 16:55,46 min den vierten Platz im 5000-Meter-Lauf belegte. 2012 siegte sie in 1:17:08 h beim Medellín-Halbmarathon und im Jahr darauf siegte sie in 16:09,82 min über 5000 Meter bei den Südamerikameisterschaften in Cartagena und gewann in 34:47,59 min die Silbermedaille im 10.000-Meter-Lauf hinter der Brasilianerin Cruz Nonata da Silva. Anschließend startete sie über 5000 Meter bei den Weltmeisterschaften in Moskau und schied dort mit 16:22,81 min im Vorlauf aus. Im September wurde sie beim Medellín-Halbmarathon nach 1:16:36 h Dritte. Im November gewann sie dann bei den Juegos Bolivarianos in Trujillo in 15:35,30 min die Silbermedaille über 5000 Meter hinter der Peruanerin Inés Melchor und über 10.000 Meter gewann sie in 34:14,50 min die Bronzemedaille hinter Melchor und deren Landsfrau Wilma Arizapana. 2014 wurde sie in 1:17:09 h erneut Dritte beim Medellín-Halbmarathon und im Jahr darauf gewann sie bei den Südamerikameisterschaften in Lima in 15:59,28 min die Bronzemedaille hinter der Ecuadorianerin María Pastuña und Tatiele de Carvalho aus Brasilien und wurde über 10.000 Meter in 33:12,72 min Vierte. Anschließend belegte sie bei den Panamerikanischen Spielen in Toronto in 16:17,62 min den achten Platz und erreichte über 10.000 Meter in 33:42,54 min Zehnte. 
2017 wurde sie in 1:17:50 h Dritte beim Coamo San Blas Half Marathon und klassierte sich anschließend bei den Juegos Bolivarianos in Santa Marta in 16:36,41 min auf dem sechsten Platz über 5000 Meter und wurde im 10.000-Meter-Lauf in 35:38,08 min Siebte. Im Jahr darauf erreichte sie bei den Zentralamerika- und Karibikspielen in Barranquilla in 16:26,06 min bzw. 34:21,05 min jeweils den vierten Platz. 2019 wurde sie in 1:16:28 h Dritte beim San Blas Half Marathon und beim Medellín-Halbmarathon wurde sie nach 1:15:20 h Zweite. Im selben Jahr gewann sie bei den Südamerikameisterschaften in Lima in 15:46,06 min die Silbermedaille hinter der Argentinierin Florencia Borelli und über 10.000 Meter siegte sie in 33:36,77 min. Anschließend erreichte sie bei den Panamerikanischen Spielen ebendort in 15:43,83 min bzw. 32:25,19 min jeweils den fünften Platz. 2020 wurde sie in 1:16:07 h Zweite beim San Blas Half Marathon und im Jahr darauf belegte sie bei den Südamerikameisterschaften in Guayaquil in 15:55,39 min den vierten Platz über 5000 Meter.
In den Jahren 2013 und 2014 wurde Tabares kolumbianische Meisterin im 5000- und 10.000-Meter-Lauf.

## Persönliche Bestleistungen
- 5000 Meter: 15:35,30 min, 28. November 2013 in Trujillo
- 10.000 Meter: 32:19,59 min, 2. Mai 2019 in Palo Alto (kolumbianischer Rekord)
- Halbmarathon: 1:15:20 h, 8. September 2019 in Medellín